# Fizouli (raion)
Pour la ville, voir Fizouli.

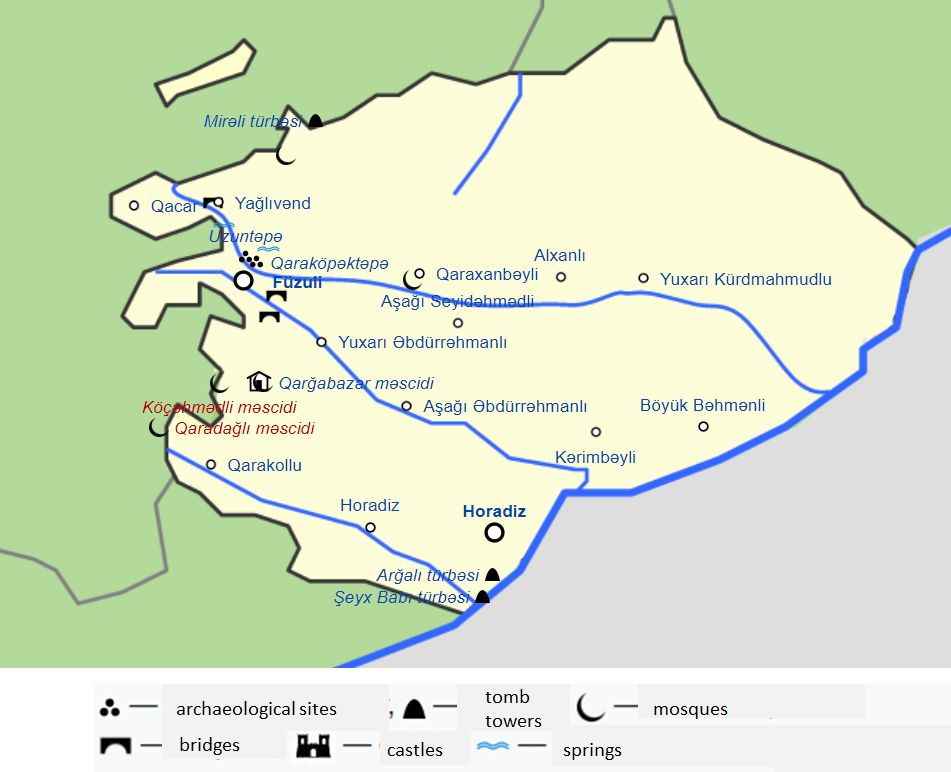
Carte du raion.

Fizouli (en azéri : Füzuli rayonu) est un raion de l'Azerbaïdjan. Son chef-lieu officiel est Fizouli, mais il est installé de facto à Horadiz. Il fait partie de la région économique du Karabagh.

## Géographie
Le raion s'étend sur 1 390 km2 dans le sud-ouest de l'Azerbaïdjan et est frontalier de l'Iran.

## Histoire
Le raion est créé le 8 août 1930. 
Le 23 août 1993, au cours de la première guerre du Haut-Karabagh, les forces armées de la république autoproclamée du Haut-Karabagh occupent la partie occidentale du raion (soit environ un tiers), dont son chef-lieu homonyme, et l'intègre alors dans la région d'Hadrout. La ville d'Horadiz, demeurée sous souveraineté azerbaïdjanaise, devient le siège administratif provisoire du raion.
Le 27 septembre 2020, lors des affrontements au Haut-Karabakh, le ministère de la Défense de l'Azerbaïdjan annonce la libération de cinq villages de la région de Fizouli, Achagi Abdurrahmanli, Garakhanbeyli, Gervend, Horadiz, Yukhary Abdurrahmanli
Le 20 octobre suivant, le président azerbaïdjanais annonce que les villages de Dördçinar, Kurdlar, Yukhari Abdurrahmanli, Garghabazar, Achaghi Veysalli et Yukhari Aybasanli ont été repris aux forces arméniennes qui les occupaient.
Aux termes de la déclaration de cessez-le-feu signée le 9 novembre, l'Azerbaïdjan conserve les positions acquises par son armée, notamment la totalité du raion de Fizouli.

## Démographie
En 1989, la population s'élevait à 89 417 habitants selon le dernier recensement effectué pendant la période soviétique.
Au 1er janvier 2025, la population du district de Fuzuli est de 131 479 personnes.